# Válečný kříž Za občanské zásluhy
Válečný kříž Za občanské zásluhy, byl založen dne 4. února 1916 rakouským císařem Františkem Josefem I. ve čtyřech třídách a byl určen jako odměna pro civilisty, ale i pro vojáky, kteří nebyli přímo zapojeni do boje. Tato dekorace byla mimo jiné posledním oceněním, které bylo uděleno za panování císaře Františka Josefa I.
Kříže 1. a 2. třídy jsou pozlacené, 3. třída je stříbrná a 4. třída bronzová. S výjimkou poslední třídy jsou křížové ramena také pokryty smaltem. Průměr kříže je: 1. třída 64 mm, zbývající třídy 44 mm.
Jedenkrát byla první třída kříže udělena s diamanty. Tuto dekoraci obdržel velvyslanec Kajetan Mérey při příležitosti mírových jednání v Brest-Litovsku.

## Popis řádu
Řád má podobu tlapatého kříže, vodorovná ramena kříže jsou podložena věncem z dubových listů, přičemž věnec spočívá na svislých. Na středním vodorovném smaltovaném medailonu iniciály dárce F J I, v oválné borduře nápis MERITO CIVILI TEMPORE BELLI · MCMXV ·